# Ethnikos Telikos 2025
La prima edizione di Ethnikos Telikos (in greco Εθνικός Τελικός?, "Finale nazionale") si è svolta il 30 gennaio 2025 e ha selezionato il rappresentante della Grecia all'Eurovision Song Contest 2025 a Basilea, in Svizzera.
La vincitrice è stata Klavdia con Asteromata.

## Organizzazione
Il 10 settembre 2024, l'emittente pubblica Ellīnikī Radiofōnia Tīleorasī (ERT) ha confermato la partecipazione della Grecia all'Eurovision Song Contest 2025. Il successivo 18 dicembre l'emittente ha annunciato, per la prima volta dal 2017, l'organizzazione di una selezione nazionale per scegliere il proprio rappresentante.
Il 18 ottobre 2024 l'emittente ha dato la possibilità agli aspiranti partecipanti di inviare i propri brani entro il 10 novembre dello stesso anno, con la condizione che gli artisti partecipanti fossero cittadini grechi, residenti permanenti in Grecia o avere origini elleniche da parte di almeno un genitore.
La competizione si è svolta in un'unica serata il 30 gennaio 2025 presso il Christmas Theatre di Galatsi (Atene), durante la quale 12 concorrenti si sono contesi l'opportunità di rappresentare la Grecia all'Eurovision Song Contest 2025. I risultati sono stati decretati da una combinazione di voto della giuria (rappresentata da una giuria d'esperti nazionale e da una giuria internazionale) e televoto; in caso di pareggio tra due o più brani, si predilige quello che ha ottenuto più punti con il televoto.

### Giurie
La giuria greca è stata composta da:
- Michalīs Chatzīgiannīs, rappresentante di Cipro all'Eurovision Song Contest 1998;
- Jenny Melita, conduttrice e personaggio televisivo;
- Fōtīs Sergoulopoulos, conduttore televisivo, attore e giornalista;
- Margarita Mytilīnaiou, produttrice radiofonica e organizzatrice di eventi;
- Giannīs Christodoulopoulos, calciatore.

La giuria internazionale è stata composta da:
- Oliver Auclair, responsabile dell'intrattenimento per conto di RTBF;
- Léa Ivanne, vocal coach e paroliera;
- Simona Martorelli, ex-capodelegazione dell'Italia all'Eurovision Song Contest;
- Martin Holmen, conduttore radiofonico;
- Wilkin William Edmund Roy, giornalista.

## Partecipanti
L'emittente ERT, con l'ausilio di una giuria tecnica, ha selezionato i 12 partecipanti (oltre a 3 partecipanti di riserva) fra le 187 proposte ricevute, i quali sono stati resi noti il 10 gennaio 2025 durante il programma Prōian Se Eidon trasmesso su ERT1.
Tra i concorrenti figura Kōnstantinos Christoforou, che ha rappresentato Cipro all'Eurovision Song Contest rispettivamente nel 1996 e nel 2005 come solista, e nel 2002 come membro della boy band One. Xannova Xan (al secolo Kallī Geōrgellī), invece, ha rappresentato la Grecia al Junior Eurovision Song Contest 2005.
Inizialmente, Salina Gavala & Tsiak avrebbero dovuto partecipare alla selezione con il brano Tha mathō na agapō, ma sono stati squalificati per aver reso pubblico il titolo della canzone prima del 10 gennaio, violando il regolamento. Al loro posto è subentrata Nausika con Unhurt Me, inizialmente selezionata dall'emittente come una dei partecipanti di riserva.
| Artista                                      | Titolo                 | Lingua         | Compositori                                                                                        |
| -------------------------------------------- | ---------------------- | -------------- | -------------------------------------------------------------------------------------------------- |
| Andy Nicolas                                 | Lost My Way            | Inglese        | Andreas Koutsonikolas, Tim Aeby                                                                    |
| Barbz                                        | Sirens                 | Inglese        | Barbara Argyrou, Emil Vogel                                                                        |
| Dinamiss                                     | Odyssey                | Inglese, greco | Elenī Dina, Maria Dina                                                                             |
| Evangelia                                    | Vale                   | Greco, inglese | Jay Stolar, Jordan Palmer, Stelios Vamvakas, Solmeister, Gino "The Ghost" Borri, Evangelia Psarakī |
| Georgina Kalais & John Vlaseros              | High Road              | Inglese        | Tzōrtzina Kalaitzoglou, Giannīs Vlaseros                                                           |
| Klavdia                                      | Asteromata             | Greco          | Arcade, Klaudia Papadopoulou                                                                       |
| Kōnstantinos Christoforou & Kōstas Karafotīs | Paradeisos             | Greco          | Kōnstantinos Christoforou, Rodoula Papalamprianou                                                  |
| Kōstas Agerīs                                | Gī mou                 | Greco          | Kōstas Agerīs                                                                                      |
| Nausika                                      | Unhurt Me              | Inglese        | Dīmītrios Koumbīs, Nausika Gavrilakī                                                               |
| Rikki                                        | Elevator (Up and Down) | Inglese        | Kōnstantinos Katikaridīs, Apostolīs Mallias, Anton Aerts, James Sayer                              |
| Salina Gavala & Tsiak                        | Tha mathō na agapō     | Greco          | Bampīs Stokas, Panagiōtīs Tsiakalakīs                                                              |
| Thanos Lambrou                               | Free Love              | Inglese        | Thanos Lambrou, Andreas Geōrgiou, Andreas Vasileiou                                                |
| Xannova Xan                                  | Play It!               | Inglese        | Peter Boström, Dīmītrī Stassos, Maria Broberg, Freja Blomberg, Kallī Georgellī                     |

Brani di riserva
| Ordine | Artista                | Brano                  | Lingua  | Autori                                    |
| ------ | ---------------------- | ---------------------- | ------- | ----------------------------------------- |
| 1      | Nausika                | Unhurt Me              | Inglese | Dīmītrios Koumbīs, Nausika Gavrilakī      |
| 2      | Panagiōtīs Tsakalakos  | Money (Priceless Love) | Inglese | Chrīstos Iōannidīs, Panagiōtīs Tsakalakos |
| 3      | Stavros Salabasopoulos | Superhero              | Inglese | Christina Koilanī, Stavros Salabasopoulos |

## Finale
La finale si è tenuta presso il Christmas Theatre di Galatsi. L'ordine d'esibizione è stato reso noto il 20 gennaio 2025.
La serata è stata aperta da un'esibizione dei presentatori dell'evento, Helena Paparizou e Sakīs Rouvas, sulle note di Waterloo, Hold Me Now e Krasi, thalassa kai t' agori mou, quest'ultimo il primo brano partecipante all'Eurovision Song Contest sotto la bandiera ellenica, seguiti da Marina Satti, rappresentante della Grecia all'Eurovision Song Contest 2024, che ha cantato Zari. Durante l'intervallo si sono esibiti nuovamente Sakīs Rouvas ed Helena Paparizou con i loro successi eurovisivi (This Is Our Night e Shake It di Rouvas, (I Would) Die for You e My Number One della Paparizou) e Theo Evan, rappresentante di Cipro all'Eurovision Song Contest 2025, che ha cantato Fuego.
A vincere il voto della giurie e del televoto sono stati rispettivamente Evangelia e Klavdia; una volta sommati i punteggi Klavdia è stata proclamata vincitrice della manifestazione, superando di 2 punti di distacco la seconda classificata.
| #  | Artista                                      | Titolo                 | Giuria | Giuria | Televoto | Totale | Posizione |
| #  | Artista                                      | Titolo                 | Greca  | Inter. | Televoto | Totale | Posizione |
| -- | -------------------------------------------- | ---------------------- | ------ | ------ | -------- | ------ | --------- |
| 1  | Rikki                                        | Elevator (Up and Down) | 8      | 4      | 2        | 14     | 7         |
| 2  | Thanos Lambrou                               | Free Love              | 1      | 7      | 4        | 12     | 9         |
| 3  | Kōstas Agerīs                                | Gī mou                 | 7      | 1      | 10       | 18     | 6         |
| 4  | Andy Nicolas                                 | Lost My Way            | 3      | 5      | 0        | 8      | 11        |
| 5  | Klavdia                                      | Asteromata             | 12     | 8      | 24       | 44     | 1         |
| 6  | Kōnstantinos Christoforou & Kōstas Karafotīs | Paradeisos             | 5      | 0      | 8        | 13     | 8         |
| 7  | Georgina Kalais & John Vlaseros              | High Road              | 0      | 2      | 6        | 8      | 10        |
| 8  | Barbz                                        | Sirens                 | 6      | 10     | 14       | 30     | 3         |
| 9  | Evangelia                                    | Vale                   | 10     | 12     | 20       | 42     | 2         |
| 10 | Dinamiss                                     | Odyssey                | 4      | 4      | 16       | 24     | 4         |
| 11 | Nausika                                      | Unhurt Me              | 0      | 0      | 0        | 0      | 12        |
| 12 | Xannova Xan                                  | Play It!               | 2      | 6      | 12       | 20     | 5         |